# Вотря (деревня)
Вотря — деревня в Талдомском районе Московской области России. Входит в состав сельского поселения Гуслевское. Население — 36 чел. (2010).

## География
Расположена на севере Московской области, в южной части Талдомского района, примерно в 15 км к югу от центра города Талдома, на правом берегу реки Дубны, при впадении в неё небольшой реки Свистушки (бассейн Волги). Связана автобусным сообщением с районным центром и посёлком городского типа Запрудня. Ближайшие населённые пункты — деревни Аймусово, Глинки и Никулки.

## Название
Вероятно балтийское происхождение названия, образованного от «Отра» с приставным «в». В Поднепровье и в Московской области Отра — название рек, а река Свистушка, в устье которой расположена деревня, также некогда имела дорусское название Отра, из чего можно предположить, что деревня названа по реке.

## Население
| 1859 | 1888 | 1926 | 2002 | 2006 | 2010 |
| ---- | ---- | ---- | ---- | ---- | ---- |
| 232  | ↗276 | ↘250 | ↘50  | ↘42  | ↘36  |

## История
В «Списке населённых мест» 1862 года Вотря — владельческая деревня 2-го стана Калязинского уезда Тверской губернии по Дмитровскому тракту, при реке Дубне и ручье Свистушке, в 84 верстах от уездного города, с 30 дворами и 232 жителями (100 мужчин, 132 женщины). Также упоминается сельцо Вотря с 10 жителями.
По данным 1888 года входила в состав Талдомской волости Калязинского уезда, проживало 276 человек (124 мужчины, 152 женщины).
Постановлением президиума ВЦИК от 15 августа 1921 года Талдомская волость была включена в состав образованного Ленинского уезда Московской губернии и стала называться Ленинской.
По материалам Всесоюзной переписи населения 1926 года — деревня Бобылинского сельсовета Ленинской волости Ленинского уезда Московской губернии, проживало 250 жителей (111 мужчин, 139 женщин), насчитывалось 52 хозяйства, среди которых 39 крестьянских, имелась школа 1-й ступени.
С 1929 года — населённый пункт в составе Ленинского района Кимрского округа Московской области, с 1930-го, в связи с упразднением округа, — в составе Талдомского района (ранее Ленинский район) Московской области.
До муниципальной реформы 2006 года — деревня Гуслевского сельского округа.